# SZD-53
SZD-53 – projekt jednomiejscowego szybowca wysokowyczynowego, zaprojektowany w Przedsiębiorstwie Doświadczalno-Produkcyjnym Szybownictwa PZL Bielsko (PDPSz PZL-Bielsko) w Bielsku-Białej. 
Inżynier Adam Kurbiel na bazie szybowca SZD-42 Jantar 2 opracował projekt szybowca laminatowego o rozpiętości 26 m. Projekt nie został wdrożony do dalszych etapów realizacji.